# Parasutterella excrementihominis
Parasutterella excrementihominis es una bacteria gramnegativa del género Parasutterella. Fue descrita en el año 2009, es la especie tipo. Su etimología hace referencia a heces humanas. Es anaerobia estricta e inmóvil. Tiene un tamaño de 0,4-1,1 μm de ancho por 0,9-2,6 μm de largo. Forma colonias circulares, convexas y traslúcidas tras 3 días de incubación. Catalasa y oxidasa negativas. Se ha aislado de heces humanas.